# Шулиндіно (Совєтський район)
Шули́ндіно (рос. Шулындино, марій. Шулин) — присілок у складі Совєтського району Марій Ел, Росія. Входить до складу Совєтського міського поселення.

## Населення
Населення — 27 осіб (2010; 0 у 2002).